# Colinet de Lannoy
Colinet de Lannoy (overleden vóór 6 februari 1497) was een Franse (?) muzikant en componist van de Franco-Vlaamse School die leefde in de 15e eeuw.

## Leven
De Lannoy moet niet worden verward met andere musici uit het einde van de 15e eeuw, zoals Lannoy en Lanoy. De zangers Jehan en David, die aan het Franse hof werkten in het midden van de 15e eeuw, waren mogelijk verwanten. Karolus van Launoy, in Bourges bedrijvig, werd ten onrechte met hem in verband gebracht.
De Lannoy was een van de zangers en toondichters die verbonden waren aan de hofkapel van Galeazzo Maria Sforza, hertog van Milaan. De zangers van deze kapel behoorden tot de meest vooraanstaande van Europa en de componeerstijl die daar sinds de jaren 1470 tot ontwikkeling kwam, had grote invloed. Het motetchanson was bijvoorbeeld waarschijnlijk een Milanese uitvinding. De mate waarin De Lannoy betrokken was bij deze ontwikkelingen, staat niet vast. Evenmin is bekend waar De Lannoy heen trok na zijn ontslag. De moord op de hertog op 26 december 1476 en de beslissing van diens weduwe, Bonne van Savoye, de kapel op te heffen, maakt een einde aan zijn loopbaan. Hij keerde naar Frankrijk terug met andere musici die in dienst van de hertogelijke kapel stonden. Zijn naam verschijnt met die van Loyset Compère, Johannes Martini, Jean Fresneau en Jean Japart op een vrijgeleide van 6 februari 1477. Omdat een van de liederen van De Lannoy een Nederlandse tekst heeft, wordt verondersteld dat hij naar de Nederlanden verhuisde.
Guillaume Crétins treurzang Déploration sur la mort de Jean de Ockeghem (6 februari 1497) suggereert in een vers dat hij voor die datum is overleden.

## Werken
Twee liederen kunnen met zekerheid aan Colinet de Lannoy worden toegeschreven:
- Cela sans plus
- Adieu natuerlic leven mijn

Een van deze liederen is door componisten als Johannes Martini en Jacob Obrecht aangewend bij de compositie van miszettingen.
Een muziekstuk dat soms op zijn naam wordt gezet, is een fragment van een driestemmige mis die in het handschrift waarin het is overgeleverd, aan lanoy toegeschreven wordt en stilistisch overeenkomsten vertoont met beide voornoemde liederen.